# Nesotriccus ridgwayi
Nesotriccus ridgwayi là một loài chim trong họ Tyrannidae.